# Jaguaré
Jaguaré là một đô thị thuộc bang Espírito Santo, Brasil. Đô thị này có diện tích 720,4 km², dân số năm 2007 là 21570 người, mật độ 32,86 người/km².